# Stemma del Kuwait
Lo stemma del Kuwait è il simbolo araldico ufficiale del paese, adottato nel 1962. Consiste in uno scudo con i colori della bandiera nazionale sovrastato da un falco di Quraysh con le ali spiegate, simbolo dei Quraysh, che sostiene un disco con raffigurata una barca, simbolo delle tradizioni marinare, e la scritta in arabo del nome del paese.

## Stemmi storici

Stemma del Kuwait (1921–1940)
Stemma del Kuwait (1940–1956)
Stemma del Kuwait (1956–1962)